# Positive FC
Der Positive Football Club ist ein Fußballverein der Britischen Jungferninseln mit Sitz in Parham Town. Der Verein spielt in der BVIFA National Football League. 2023 galt er als einer der schlechtesten Fußballmannschaften der Welt.

## Geschichte
Gegründet wurde der Verein 2022 und nahm 2022/23 erstmals an der BVIFA National League teil. In der Saison bekam der Verein das Image, als weltweit schlechtester Fußballverein des Jahres. In 19 gespielten Partien kassierte der Verein 158 Gegentore und schoss selbst nur 19. Nur ein Spiel gewann man und das 6:1 gegen Old Madrid FC. Positive FC wäre aus der Liga abgestiegen, hätte sich One Caribbean zurückgezogen. Auch 2023/24 war man nur leicht besser und ist mit 9 Punkten auf Platz 9 (von 10).

## Saisonbilanzen
| Saison  | Pl. | Sp. | S | U | N  | Tor | GT  | Pkt | Liga                           |
| ------- | --- | --- | - | - | -- | --- | --- | --- | ------------------------------ |
| 2022/23 | 10  | 19  | 1 | 0 | 18 | 19  | 158 | 3   | BVIFA National Football League |
| 2023/24 | 9   | 18  | 2 | 0 | 16 | 16  | 117 | 6   | BVIFA National Football League |
| 2024/25 |     |     |   |   |    |     |     |     | BVIFA National Football League |

## Stadion
Positive FC spielt im East End Stadium in der Stadt Parham Town, im Bezirk Greenland auf der Insel Tortola. Das Stadion gibt insgesamt 1000 Zuschauern Platz.